# Só pra Contrariar (álbum de 1997)
Só pra Contrariar é o quarto álbum de estúdio do grupo de pagode brasileiro Só pra Contrariar. Ele foi lançado em 1997 pela Sony BMG. É o disco mais vendido do grupo e um dos mais vendidos da música brasileira. Vendeu mais de 3 milhões de discos no Brasil.

## Faixas
| CD             |                              |                              |         |  |
| N.º            | Título                       | Compositor(es)               | Duração |  |
| 1.             | "Depois do Prazer"           | Chico Roque, Sérgio Caetano  | 4:29    |  |
| 2.             | "Tá por Fora"                | Adalto Magalha, Lourenço     | 4:13    |  |
| 3.             | "Mineirinho"                 | Alexandre Pires, Lourenço    | 3:27    |  |
| 4.             | "Quando é Amor"              | Carla Morais, Roque          | 3:46    |  |
| 5.             | "Minha Metade (Take Me Now)" | David Gates, Luiz Claudio    | 3:44    |  |
| 6.             | "Doido Varrido"              | Pires, Lourenço              | 4:09    |  |
| 7.             | "Você de Volta"              | Pires, Marquinhos            | 4:39    |  |
| 8.             | "Tem Tudo a Ver"             | Peninha                      | 4:10    |  |
| 9.             | "Artilheiro do Amor"         | Alexandre Pires, Lourenço    | 4:35    |  |
| 10.            | "Amor Verdadeiro"            | Luiz Claudio, Regis Danese   | 4:44    |  |
| 11.            | "Mistérios do Coração"       | Claudio, Danese              | 4:21    |  |
| 12.            | "Pura Verdade"               | Pires, Lourenço              | 4:02    |  |
| 13.            | "Cai na Real"                | Claudio, Danese              | 4:04    |  |
| 14.            | "Menina Mulher"              | Pires, Marquinhos            | 4:33    |  |
| 15.            | "Nosso Amor"                 | L. Barbosa, Reinaldo Barriga | 4:45    |  |
| Duração total: | Duração total:               | Duração total:               | 1:03:46 |  |

## Ficha Técnica
- Direção artística: Sérgio de Carvalho
- Produção: Alexandre Pires e Romeu Giosa
- Coordenação de produção e repertório: Alexandre Pires e João Carlos Ribeiro (Joca)
- Gravado nos estúdios Bebop
- Técnicos de gravação: Getúlio Jr. e Batata
- Assistentes de estúdio: Juninho Star, Sidnei de Paula, Maurício Bertolin, Odílio Uhlman
- Mixagem: Getúlio Jr., Alexandre Pires e Romeu Giosa
- Coordenação gráfica: Emil Ferreira
- Coordenação de repertório: Maysa Chebabi
- Coordenação de produção: Fernando Camargo
- Fotos: Adriana Pittigliani e Nana Moraes
- Capa: Pós Imagem Design
- Direção de arte: Ricardo Leite e Rafael Ayres
- Projeto gráfico: Carol Santos

## Vendas e certificações
| País          | Certificação | Vendas     |
| ------------- | ------------ | ---------- |
| Brasil - ABPD | 3× Diamante  | 3.000,000+ |